# محمدلو (مشكين شهر)
محمدلو هي قرية في مقاطعة مشكين شهر، إيران. عدد سكان هذه القرية هو 19 في سنة 2006.